# Херцхорн
Херцхорн (нем. Herzhorn) — община в Германии, в земле Шлезвиг-Гольштейн. 
Входит в состав района Штайнбург. Подчиняется управлению Херцхорн.  Население составляет 1051 человек (на 31 декабря 2010 года). Занимает площадь 12,43 км².